# Pahanga dura
Pahanga dura là một loài nhện trong họ Tetrablemmidae.
Loài này thuộc chi Pahanga. Pahanga dura được Shear miêu tả năm 1979.